# 菅谷定彦
菅谷 定彦（すがや さだひこ、1939年1月7日 - ）は、日本の新聞記者、実業家。日本経済新聞記者、同専務取締役後、テレビ東京社長、同会長を経て、現在は学校法人渡辺学園（東京家政大学等を運営）理事長。

## 人物
兵庫県出身。妻は清泉女子大学副学長を務めた菅谷孝子。
中学校から大学までテニス選手として活躍し 、1957年には広瀬均（後にデビスカップ日本代表選手、監督）とのコンビで全日本ジュニアテニス選手権男子ダブルスで優勝している。
テレビ東京の社長としては、月1回のペース（年9 - 10回）で行われる社長定例会見において、本来経営者としてタブーであるライバル局への攻撃や個人としての私見などの発言をすることで有名であった。なお、これらの大胆な発言は一部から「綺麗事ばかり」「言動不一致」と批判されることもあった。

## 略歴
- 1957年 甲陽学院高等学校卒業
- 1961年 早稲田大学第一政治経済学部卒業後、日本経済新聞社入社。
  - ニューヨーク特派員、大阪本社編集局長、社長室長などを歴任。
- 1990年 日本経済新聞取締役
- 1993年 日本経済新聞常務取締役
- 1998年 日本経済新聞専務取締役
- 1999年6月　テレビ東京に異動、代表取締役副社長就任
- 2001年6月　テレビ東京代表取締役社長に昇任
- 2004年　日本民間放送連盟副会長
- 2007年6月　テレビ東京代表取締役会長
- 2011年6月　テレビ東京取締役相談役
- 2016年4月　学校法人渡辺学園 東京家政大学 理事長

## 社長会見でのエピソード
- 2001年、社長就任会見で、モーニング娘。のファンであると発言。

なお、モーニング娘。は同局の番組である「ASAYAN」でデビューし、同局子会社のテレビ東京ミュージックが音楽著作権を管理するなど局と密接な関係にある。
- 2005年10月 - 楽天がTBSに経営統合を提案していることについて「エイリアンみたいな存在だと（提案を）断らざるを得ない」と提案を拒否するように求めた。

なお、2006年、当時の大株主である糸山英太郎が会長兼社長を務める新日本観光がスポンサーを務めた「ゴルフスーパーバトル」というテレビ東京の番組を放映する際に、糸山に対しテレビ東京幹部社員が挨拶していなかったとの理由により、幹部社員に対しテレビ東京が戒告などの処分を行っていた。大株主が人事に介入するのは会社の私物化だとして、糸山およびテレビ東京側への非難の声も上がっている。
- 2006年6月 - 同年からホームゲームの中継を開始した巨人戦中継の放送権料の金額を暴露し「放送時の順位によって放映権料を増減する制度にするべき」と発言している。

- 2006年9月 - 2006年8月2日に行われたWBA世界ライトフライ級王座決定戦である亀田興毅対ランダエタ戦に触れ、「スポーツは健全なエンタテインメント。へんなボクサーの試合以外はね」と亀田を批判[5]。中継したTBSに対しても「TBSも責任がある。健全な番組を提供するテレビ局のあるべき姿じゃない」と批判した。

なお、テレ東は菅谷の会長就任後の2010年4月11日に放送されたフィギュアスケートの中継番組で、浅田真央ら3選手の演技の失敗部分を別の演技の同部分と差し替えて放送している。
- 2007年1月 - 関西テレビの「発掘!あるある大事典II」でのデータ捏造問題を巡って、キー局のフジテレビに対して「キー局として放送した以上、何らかの説明責任がある」と述べ、フジの対応を批判した。

なお、同時期に同局で放送された番組「教えて!ウルトラ実験隊」でもデータを捏造していたことが判明しており、総務省は同局に厳重注意の処分を下している。
- 2007年5月 - 地上デジタル放送完全移行される2011年7月24日を目標とするネットワーク拡大構想を発表する。具体的には100万人都市を抱える地域（宮城県・広島県）や東海道新幹線沿線である静岡県において新局開局もしくは既存系列局のエリア拡大、並びに既存系列局であるテレビ大阪の放送エリアを拡大（広域化）し、隣県である京都府と兵庫県のカバーを目指すものである[9]。

これは、事業計画として正式に公認されたものではない。なお、2008年6月20日に行われたテレビ東京第40回定時株主総会の概要で、会社側は見られるエリアの拡大について「現在の経営環境では厳しい」と回答し、その後も目新しい動きは見せていない。
- 2007年5月 - 社長としての最後の定例会見では、元「モー娘。」の辻希美の妊娠による一連の降板劇に「ファンとしては極めて残念。ガックリきている。夢を壊さないでほしい」[11]と発言。